# Corcovetella aemulatrix
Corcovetella aemulatrix är en spindelart som beskrevs av Galiano 1975. Corcovetella aemulatrix ingår i släktet Corcovetella och familjen hoppspindlar. Inga underarter finns listade i Catalogue of Life.